# Bagan (Burma)

Bagan (korábban Pagan) történelmi város Burma középső részén, az Irrawaddy folyó keleti partján, Mandalaytól kb. 180 km-re délnyugatra. 
A mianmari leírások alapján a várost a 2. században alapították, majd nagyobb jelentőségre a 9. század közepén tett szert, ekkortól kezdve a 13. század végéig a Pagan Királyság fővárosa volt. 
Anoratha király (1044-1077) uralkodása idején Bagan befolyása kiterjedt a mai Burma egészére. Amikor Anoratha elfoglalta a monok fővárosát, Thatont 1057-ben, átvették a monoktól a théraváda buddhizmust, majd a király államvallássá tette azt. A mon írás alapján kidolgozták a burmai írást. Virágzott a gazdasági élet, a kereskedelem és a Pagan Királyságban nagyszerű templomok és pagodák épültek. Kubiláj kán mongol csapatai 1277-ben behatoltak Észak-Burmába és nem sokkal később Bagant is kifosztották és feldúlták. A királyság ezután hanyatlásnak indult és szétaprózódott. 
A Bagani Régészeti Terület az ország idegenforgalmának húzóereje, hasonlóan Kambodzsa angkori romvárosához. Fénykorában mintegy 10 ezer buddhista templom, pagoda és kolostor létesült csak Bagan területén, amelyből a mai napig mintegy 2200 megmaradt.
2019-ben a világörökség részévé nyilvánították.

## Fordítás
Ez a szócikk részben vagy egészben  a   Bagan című angol Wikipédia-szócikk fordításán alapul.  Az eredeti cikk szerkesztőit annak laptörténete sorolja fel. Ez a jelzés csupán a megfogalmazás eredetét és a szerzői jogokat jelzi, nem szolgál a cikkben szereplő információk forrásmegjelöléseként.